# 衛生福利部臺南醫院

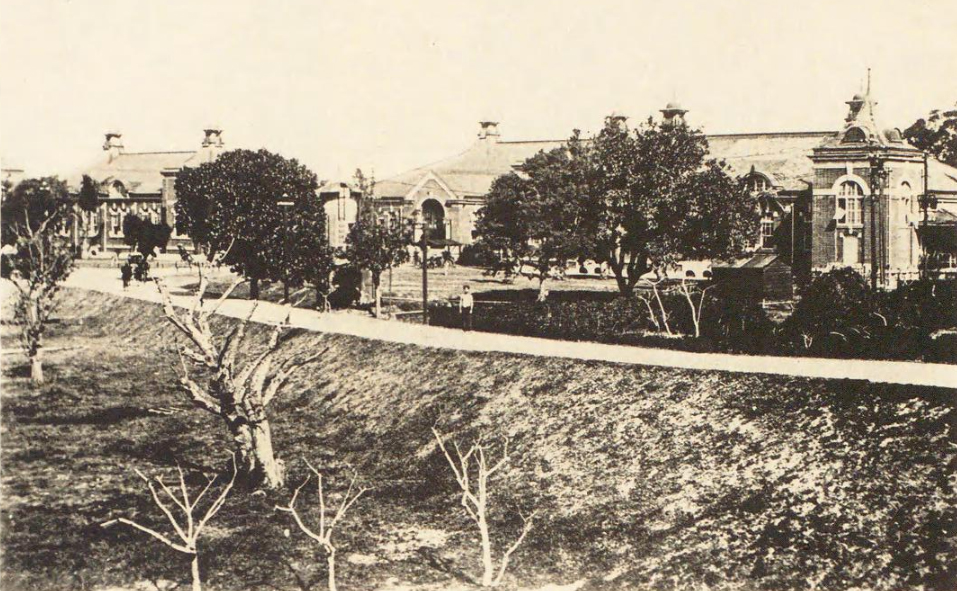
臺灣總督府臺南病院

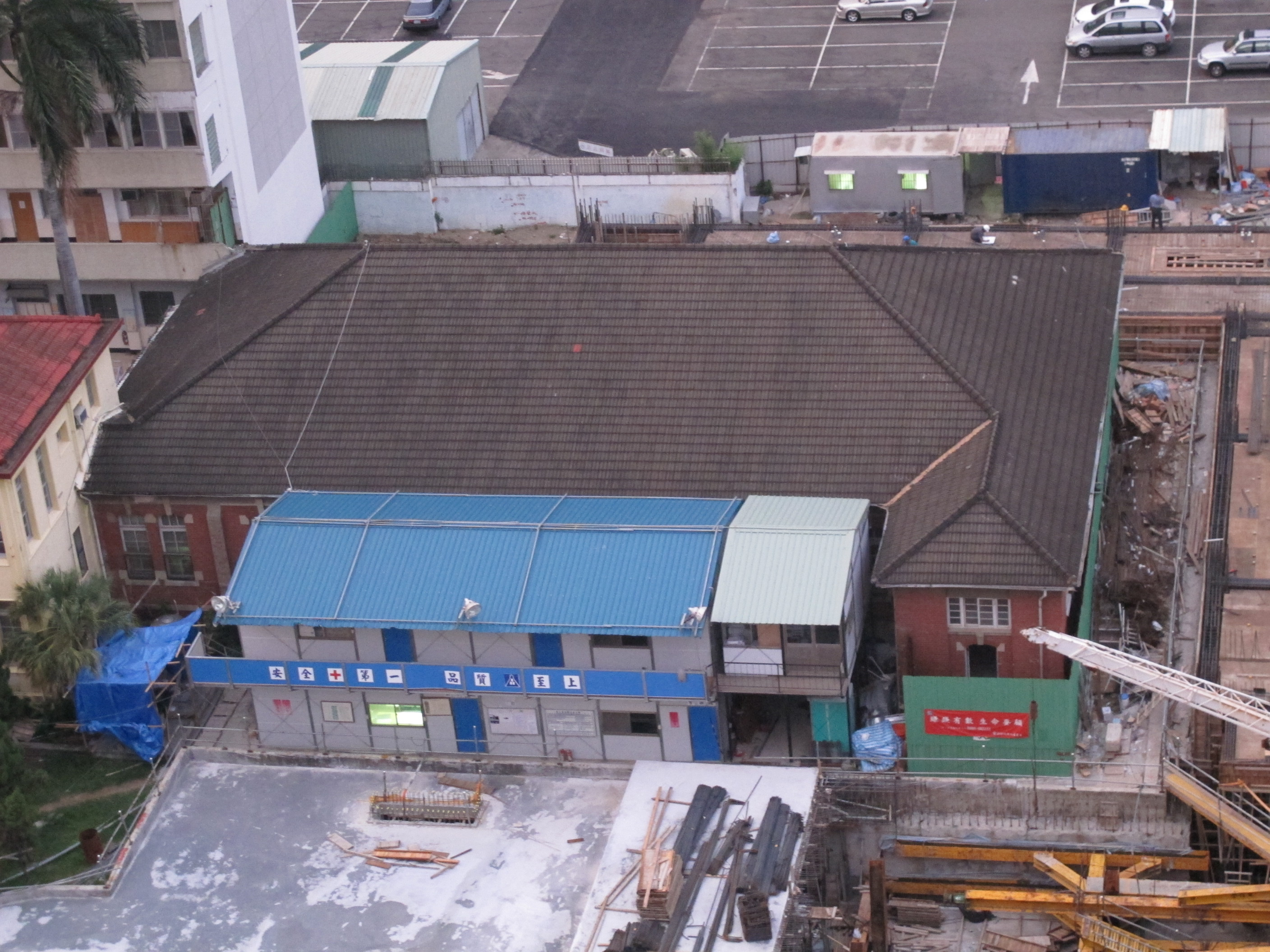
臺南病院遺構，現為臺南護專綜合教室

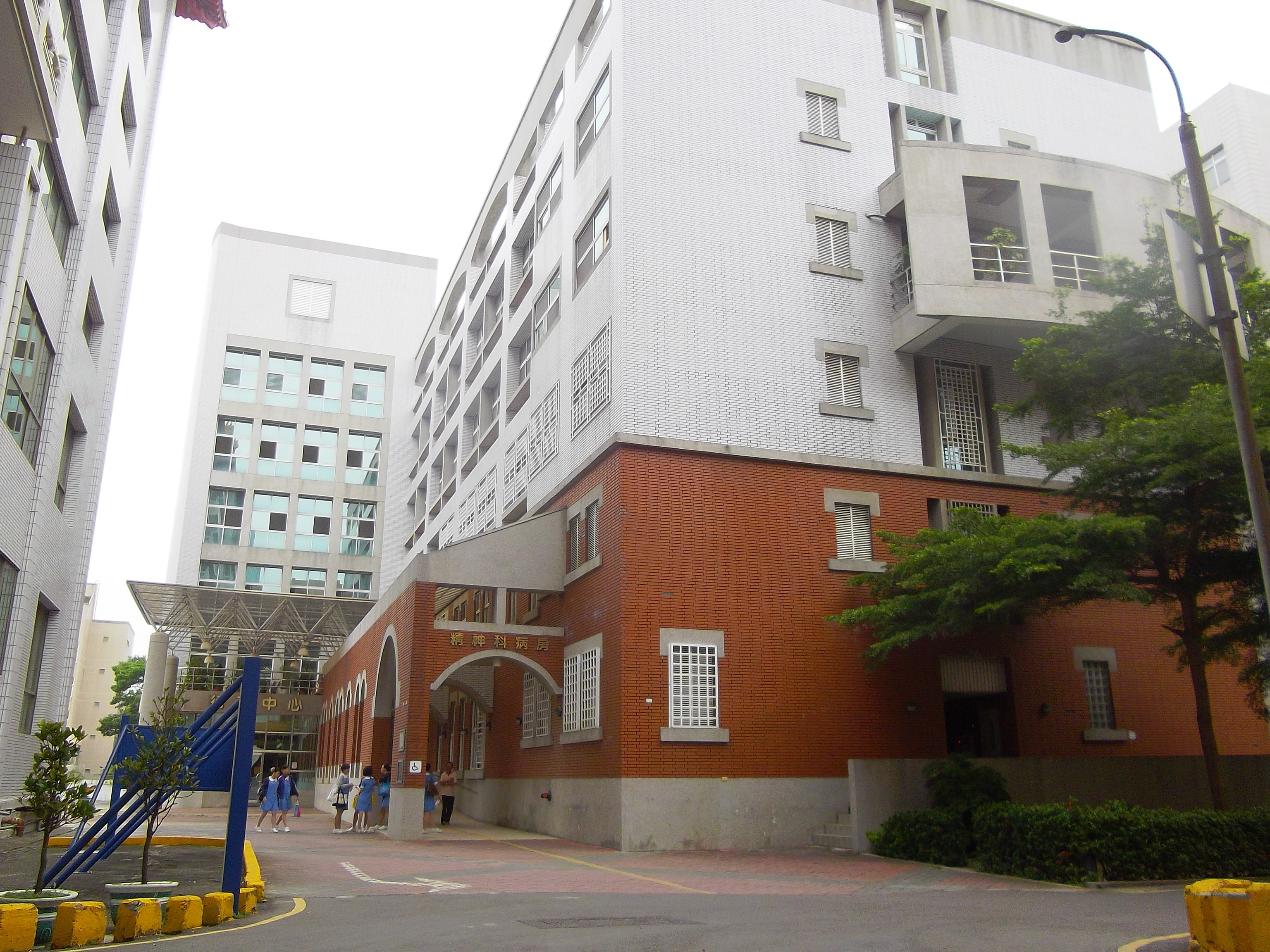
部立臺南醫院精神科病房

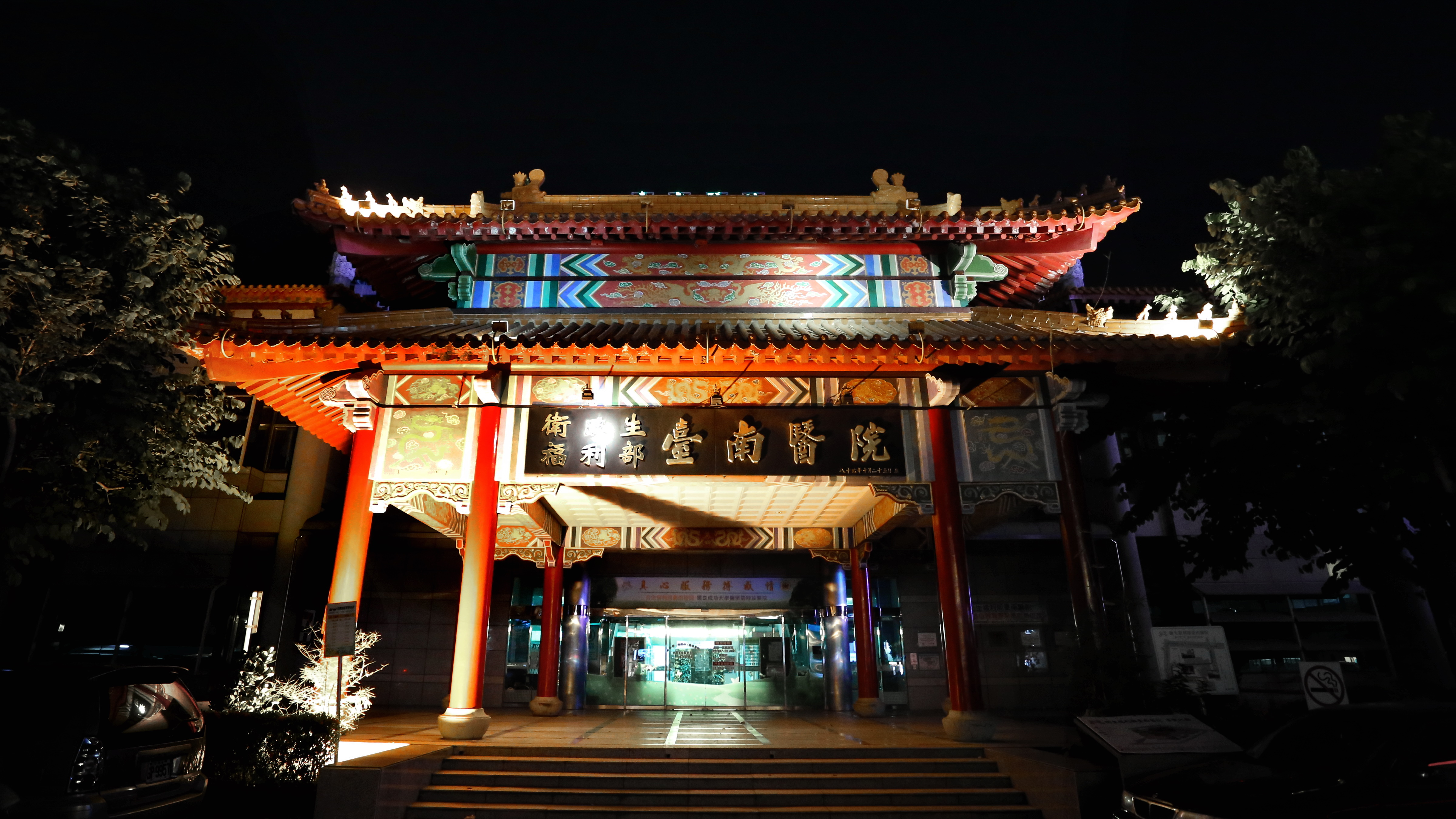
晚上的部立臺南醫院

衛生福利部臺南醫院，簡稱部南醫院、衛福部臺南醫院，為中華民國衛生福利部的所屬醫院，也是臺南市的公營大型區域醫院。總院設在臺南市中西區，其前身為日治時期的臺南病院，已有128年歷史。目前日治時期的臺南病院仍有遺構位在隔壁的臺南護專裡面。

## 歷史

### 日治時期
- 1895年11月，臺南民政支部設立，廳舍使用清代的巡道署（今永福國小）。民政支部內設有軍局，由陸軍省醫官看診，此為臺南醫院之始，是臺南最早的公營大型現代醫院（最早的民營醫院則是台灣基督長老教會辦的新樓醫院）。
- 1896年3月台灣總督府地方官官制制定後，同年5月改為臺南病院[註 2]，醫院診療室位在臺南廳構內，住院則須前往臺南衛戍病院（當時位在赤崁樓）。
- 1897年5月，改稱臺南縣臺南醫院；同年11月，新建病室並在臺南廳舍南側的關帝廳街新建臺南醫院本館。
- 1898年6月，醫院官制改正後，改由臺灣總督府直屬，故改稱臺灣總督府臺南醫院。
- 1899年1月，新設傳染病室；同年6月，臺南醫院本館落成；同年8月，位於天地底街的醫院土地收購完成。
- 1901年6月，天地底街的新病房落成，同月移轉至此；同年7月，關帝廳街的臺南醫院本館改作外來診察所，天地底街的病室一部分改為醫院廳舍。
- 1904年3月，新傳染病室完工；同年7月，在外來診察所內新設四等病室以專門收容本島人；同年11月，研究室失火而燒毀。
- 1907年8月，研究室新築。
- 1911年1月，婦人科、小兒科和耳鼻喉科診察所落成；同年6月，在關帝廳街的外來診察所移轉至磚造新廳舍。
- 1913年3月，眼科和牙科診療室完工。
- 1914年4月，公告《臺南醫院產婆養成規定》；同年5月，內科診療室和廁所完工。
- 1915年7月，臺南醫院北側的磚造二等病室動工。
- 1918年3月，手術室、磨工室和製劑室動工；同年9月，炊事場完工，舊炊事場改作冰販賣所、理髮所和護士食堂。
- 1919年9月，新病棟動工；同年11月，浴室和汽罐室動工。[1]
- 1928年，興建兩層樓病房。
- 1944年在同盟國空襲下，門診部暫時搬到新樓醫院的房舍裡，另同時在永康和新化成立分院[2]。
- 1945年末，國民政府接收臺灣，臺南州立臺南病院在11月被臺灣省行政長官公署接收後改為臺灣省立臺南醫院[2][3]:10。

### 戰後
- 1946年8月，遷入市區，借用原本的臺南慈惠院院址做為診所[3]:11。
- 1948年11月開始修復毀於二次大戰中的日治時期院舍，耗資舊臺幣34萬元[註 3]，而後在1949年12月21日遷回原址[3]:11。
- 1968年4月開始興建九層宮殿式醫療大樓（現門診大樓）[註 4]，於1976年落成，該工程同時將醫院大門位置由成功路改為中山路[3]:11[2]。
- 1997年，臺灣省畜產試驗所總所移撥三公頃土地為院地。
- 1999年7月1日起，因應臺灣省政府精簡化，成為直屬行政院衛生署的行政院衛生署臺南醫院[2]。同年，1915年興建的第五病房拆除，目前僅留有當初廳舍之東翼。[4]
- 2013年7月23日，隨衛生署改組升格而更名為「衛生福利部臺南醫院」[2]。

## 分院

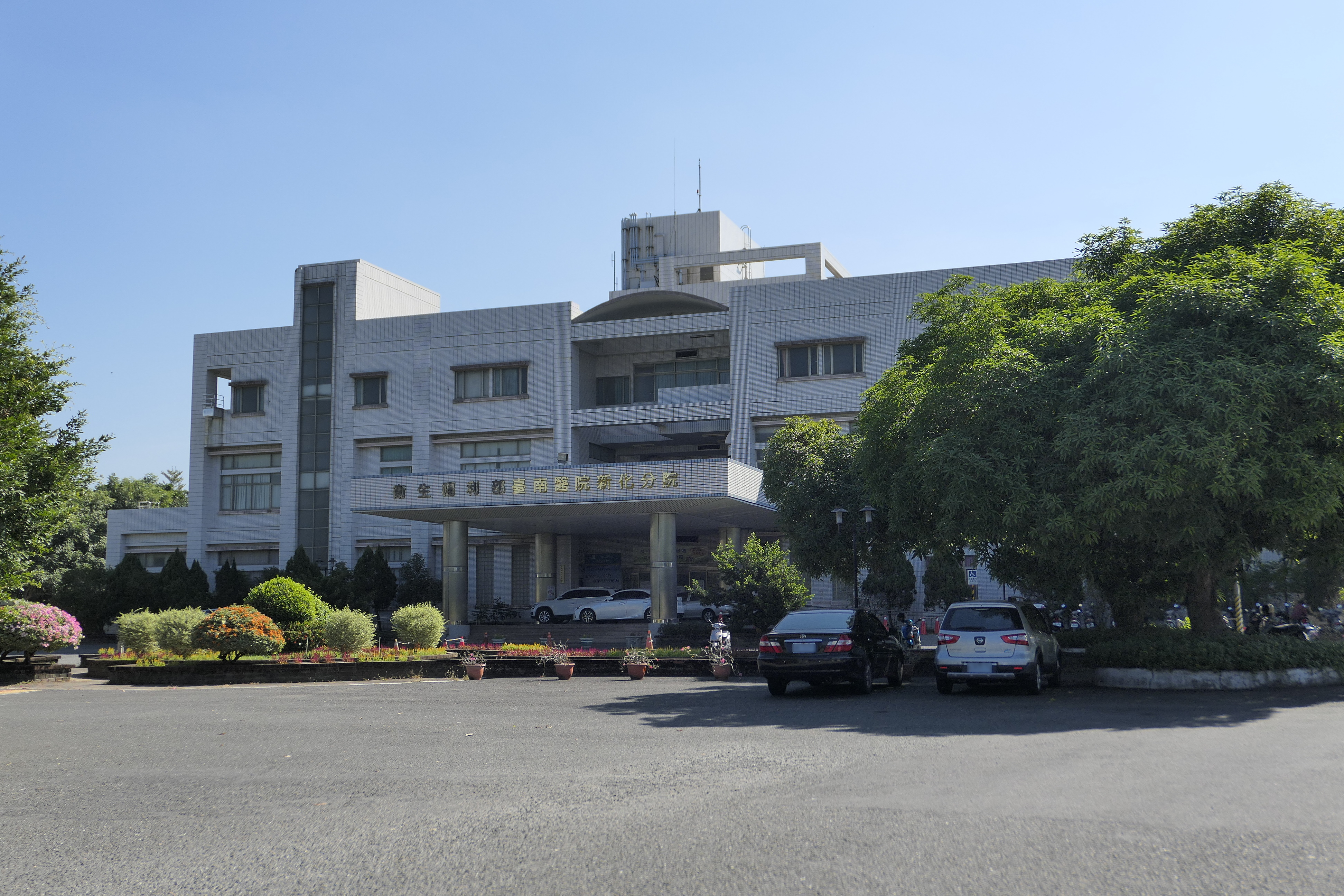
衛生福利部臺南醫院新化分院

衛福部臺南醫院另於臺南市新化區設有新化分院。

## 外部連結
- 官方网站